# Tomb Raider III: Adventures of Lara Croft
Tomb Raider III: Adventures of Lara Croft (с англ. — «Расхитительница гробниц 3: Приключения Лары Крофт») — компьютерная видеоигра, третья часть похождений женщины-археолога Лары Крофт. Как и две предыдущие части, Tomb Raider III была разработана английской компанией Core Design. В конце 2000 года той же компанией было выпущено PC-дополнение под названием Tomb Raider III Gold: The Lost Artifact, дополняющее основную сюжетную линию.

## Сюжет
Первоначальное место действия — Индия. Здесь, в ходе своего обычного рейда по памятникам прошлого, Лара находит странный артефакт — камень Инфады (англ. Infada Stone) и знакомится с учёным Марком Уиллардом, который рассказывает ей историю артефакта. Камень Инфады — часть древнего полинезийского культа, объектом поклонения которого был метеорит, упавший в Антарктике и спровоцировавший полное изменение климата на планете. Позже, экспедиция Чарлза Дарвина обнаруживает в Антарктике древнее святилище и пять осколков полинезийского метеорита, которые и увозит вместе с собой в Старый Свет. Спустя время, вместе с участниками экспедиции, осколки метеорита раскидало по всему миру, а загадочная находка в Антарктике была забыта. В наши дни Уилларду и его компании RX Tech удаётся обнаружить святилище, однако, важнейшие его части — пять осколков метеорита — отсутствуют. Поиски оставшихся четырёх артефактов (помимо уже обнаруженного камня Инфады) и становятся очередным заданием для Лары.
Лара узнаёт, что артефакт «Элемент 115» хранится в Зоне 51. Она пытается проникнуть туда через забор на квадроцикле, но падает и теряет сознание. Просыпается уже в местном тюремном блоке, избегает охраны и садится в грузовик, привозящий её в саму Зону. Там она находит НЛО, а в нём артефакт.
Затем Лара летит в Лондон, где на крыше находит наёмника, работающего на некую Софию Ли. Она пробирается в метро, где главенствует банда «Обречённых». Их лидер рассказывает, что София Ли является директором компании по производству косметики, а они являлись подопытными в экспериментах, которые изуродовали их. Лидер знает тайный проход в офис Софии, но взамен требует добыть бальзамирующие средства из музея. Лара заполучает их и проникает в офис Софии Ли. После схватки археолог получает артефакт «Око Изиды».
Потом Лара пребывает на остров в Тихом океане, где буйствует племя аборигенов.От одного из них, она узнают, что после падения метеорита в Антарктиде, у новородившихся начали проявляться жуткие мутации. А после того как сын лидера племени родился без лица, народ уплыл и поселился на этом острове. Также она узнаёт, что на горе живёт местный бог «Пуна». Лара убивает его и оказывается, что этот «бог» является тем самым безликим сыном вожака племени, который из-за силы «Варанего кинжала» стал бессмертным и получил большую силу.
Лара отправляется в Антарктиду, где находит доктора Уилларда. Он говорит, что с помощью сил артефактов сможет сделать человека более выносливым и сильным. Лара высказывается против, так как это вызовет страшные мутации. Марк не слушает её и убегает в святилище. Там он расставляет артефакты, прыгает в кратер метеорита и превращается в паукообразного мутанта. Но Лара убивает его, забирает осколки и улетает.

## Игровой процесс
Как и прошлые игры серии, Tomb Raider III является однопользовательской приключенческой игрой, в которой игрок управляет Ларой Крофт, путешествующей по различным локациям в Индии, Южной части Тихого океана, Лондоне, Неваде и Антарктике. Каждая локация насчитывает несколько уровней, в которых, помимо схваток с различными противниками, необходимо решать головоломки.
Арсенал главной героини насчитывает различные виды оружия и снаряжения, включая спаренные пистолеты и пистолет-пулемёты Uzi, пистолет Desert Eagle, дробовик, автомат MP5, гранатомёт, ракетомёт и гарпун для использования под водой.
Сохранения в PlayStation производятся на карту памяти, при этом расходуются специальные кристаллы, которые можно находить на уровнях. Основным отличием от предыдущих версий является то, что теперь сохраняться можно в любом месте уровня, а не в точке подбора кристалла (который ранее выполнял роль контрольной точки).
Значительная часть игрового процесса проходит под водой, в которой могут таиться различные опасности — пираньи, подводные течения и низкая температура.
Также на некоторых уровнях необходимо пользоваться техникой — каяком, подводным костюмом, квадроциклом и вагонетками.

## Разработка
После выхода Tomb Raider II в 1997 году Core Design приступила разработке продолжения, начав работы в декабре 1997 года. Первоначально планировалось, что это будет объёмным дополнением ко второй части с подзаголовком The Further Adventures of Lara Croft, состоящим из семи миссий. Разработкой занималась специально собранная команда, которая должна была заниматься исключительно дополнением, без привлечения основной команды, занимавшейся Tomb Raider II.
После оглушительного успеха игр на PlayStation эта платформа стала основной для разработки третьей части: другие консоли не рассматривались вовсе (чем способствовал контракт, подписанный Eidos и Sony на издание игр по франшизе Tomb Raider эксклюзивно на консолях Sony), а версия для Windows была портом оригинальной версии PlayStation с небольшими визуальными улучшениями. В результате все технические решения, использованные в коде игр, строились вокруг технологий, связанных с аппаратными возможностями PlayStation: 16-битная палитра и отрисовка изображения сразу в высоком разрешении вместо 8-битной палитры и рендера, работавшего в с кадром низкого разрешения из прошлых игр. Обновлённый движок работал ещё эффективнее и предлагал новые графические эффекты.
Движок оригинальной Tomb Raider и унаследованной от неё Tomb Raider II оперировал объектами фиксированных размеров на уровне, привязанными к сетке (уровень состоит из отдельных составных «кубиков» одинаковых размеров). Крупным нововведением дополнения стала возможность использования на уровнях объектов с треугольными полигонами в основе, что позволило дизайнерам значительно разнообразить архитектуру уровней и сделать их более детализованными. Этот же подход позволил разработчикам реализовать такие эффекты, как зыбучие пески или потоки воды. Появилось динамическое освещение и цветное освещение в сочетании с отражением от водных поверхностей, а также различные погодные эффекты: дождь, снег и порывы ветра. Появилась новая система частиц, позволяющая реализовывать эффекты взрывов и задымления.
После «крена» в шутерную составляющую в Tomb Raider II, дизайнеры решили вернуться к формуле с преобладанием игрового процесса, связанного с решением головоломок, свойственного первой части. Подбор исходных локаций для пяти миссий был сделан командой ещё до того, как был написан сценарий. Согласно продюсеру игры Майку Шмитту, команда «просто взяла глобус и крутанула его в поисках интересных мест». Разработчики подумывали о механике рукопашного боя, но вскоре забросили эту идею, так как для этого потребовались бы значительные ресурсы разработки на создание дополнительной анимации взаимодействий персонажей. Специально для игры был нанят Том Скатт, имевший докторскую степень в области искусственного интеллекта, чтобы он разработал игровой ИИ, дававший противникам естественную реакцию на внутриигровые события. В результате противники теперь могу нападать из-за засады, отступать назад в случае получения урона и перегруппировываться. Появились механики стелса, позволяющие незаметно обходить и обезвреживать противников.
Разработка заняла в общей сложности 11 месяцев, и реализация новых возможностей движка была самой сложной из задач, возникших перед командой.
Вместе с тем основная команда Core Design планировала создать следующую номерную игру серии Tomb Raider III для набиравшей популярность PlayStation 2, рассчитывая на двухгодичный цикл разработки. Эта часть должна была использовать совершенно новый движок и игровые механики, которые стали бы возможными благодаря возможностям новой консоли. События происходили бы на отдалённом острове, где по сюжету Ларе приходилось бы искать еду и воду для выживания, как это было реализовано в более позднем перезапуске Tomb Raider 2013 года.
Однако у издателя Eidos были совершенно другие планы, включавшие ежегодный выход игр по франшизе, и новая игра должна была быть готовой к рождественским каникулам 1998 года. В результате этого была собрана ещё одна команда внутри Core Design, которая в спешном порядке переделывала готовое дополнение The Further Adventures of Lara Croft в отдельную игру с названием Tomb Raider III: Adventures of Lara Croft. Так Eidos надеялась выиграть время, не отвлекая основную команду разработки проекта для PlayStation 2, на которую возлагались большие надежды. При этом издатель не оповестил разработичков об изменениях: в Core Design узнали о планах выпуска The Further Adventures of Lara Croft как отдельной игры только тогда, когда вышел анонс о выходе Tomb Raider III. Всё это привело к тому, что оригинальная команда после трёх лет непрерывной разработки игр первой трилогии полностью выгорела от «кранча». Концепт симулятора выживания был отложен, а студия занялась следующим проектом — Project Eden (2001). Для PlayStation 2 игра по франшизе Tomb Raider вышла только в 2003 году — ею стала Tomb Raider: The Angel of Darkness.

## Порты и переиздания
Tomb Raider III была выпущена для платформ Windows и PlayStation 20 ноября 1998 года в Европе и 24 ноября в Северной Америке. Релизная версия была подвержена различным ошибкам, одной из самых серьёзных была ошибка, которая препятствовала дальнейшему прохождению, если игрок сохранялся в определённом месте на уровне Temple Ruins, а после возвращался туда. Эти ошибки были быстро исправлены патчем для Windows, однако для версии для PlayStation Core Design была вынуждена срочно создавать новый мастер-диск с обновлённой версией игры. В 1999 году Westlake Interactive разработала версию игры для Mac OS, изданную Aspyr.
В марте 2000 года для Windows и Mac OS вышло дополнение Tomb Raider III: The Lost Artefact, разработанное подразделением издателя Eidos. Дополнение содержит набор уровней в шести локациях в различных уголках Европы. В дополнении Лара должна найти расположение пятого осколка метеорита, названного «Рукой Ратмора».
В 2011 году игра вышла в PlayStation Network в составе коллекции «PSOne Classic».

### Tomb Raider I—III Remastered
14 сентября 2023 года Crystal Dynamics и Aspyr Media анонсировали выход ремастера игры в составе сборника Tomb Raider I—III Remastered (включая все дополнения к играм трилогии, до этого выходившие экслюзивно для Windows) для PlayStation 5, PlayStation 4, Xbox Series X/S, Xbox One, Nintendo Switch и Windows. Сборник вышел 14 февраля 2024 года. Помимо различных улучшений, связанных с игровым процессом и графикой, в ремастере существует возможность переключения между современной и оригинальной графикой в любой момент.

## Оценки
| Сводный рейтинг       | Сводный рейтинг | Сводный рейтинг |
| Издание               | Оценка          | Оценка          |
| Издание               | PC              | PS              |
| --------------------- | --------------- | --------------- |
| GameRankings          | 72,89 %         | 78,01 %         |
| Metacritic            |                 | 76/100          |
| Русскоязычные издания |                 |                 |
| Издание               | Оценка          | Оценка          |
| Издание               | PC              | PS              |
| «Игромания»           | 8,2/10          |                 |

Хотя Tomb Raider III и была тепло встречена критиками, она так и не смогла превзойти предыдущие части серии.
Журнал Edge назвал игру «хорошим дополнением к всё развивающейся франшизе», отметив приятную графику и множество новшеств по сравнению с Tomb Raider II. Издание Next Generation охарактеризовал её как самую большую и вознаграждающую игрока за усилия игру в серии; Computer and Video Games описал её идеальным сочетанием исследования, головоломок и шутерной составляющей. Другие же критики отметили, что создатели не смогли внести достаточно нововведений в уже устоявшийся игровой процесс: IGN посчитал, что Tomb Raider III не смогла продемострировать ничего революционного в игровом процессе.
Хотя многие критики хвалили новые возможности движка, отмечая эффекты освещения и разнообразные текстуры, также некоторые критики отмечали, что движок Tomb Raider III уже морально устарел, особенно на фоне других игр тех лет, демонстрировавших более передовые технологии. Критике также подверглось неудобное управление, оставшееся от предыдущих частей, которое больше не справляется в сложном окружении игры, а также отсутствие нарративной составляющей и «кинематографических» кадров в игровом процессе.
Сложность игры, не прощающая игроку никаких ошибок, также раздражала часть критиков. Game Revolution отмечал, что если предыдущие игры Tomb Raider наказывали игрока за спешку и невнимательность, то теперь в Tomb Raider III каждый шаг мог обернуться моментальной смертью.
Новые средства передвижения, улучшенный искусственный интеллект противников и нелинейный игровой процесс был встречен очень позитивно. CVG также положительно отметил изменения в механизме сохранения игры на PlayStation, связанное со сбором кристаллов, так как в предыдущей части возможность сохраняться везде и в любое время делало игру слишком простой и ненапряжённой, однако рецензент Official U.S. PlayStation Magazine наоборот, расценил новую механику сохранения к плохой реализации старой системы сохранений из первой игры, из-за чего играть Tomb Raider III стало гораздо неудобнее.
В момент выхода Tomb Raider III заняла первые строчки чартов продаж в Великобритании и Германии, став там второй по продажам игрой в 1998 году. Третья часть стала самой прибыльной игрой 1998 года в Европе, принеся доход в 68 млн евро в Европейском Союзе. По состоянию на 2009 год, было продано свыше шести миллионов копий игры по всему миру.